# Оптичар
Оптичар ( грч. οπτικός  што значи видни) је мајстор, занатлија, или занимање  израђивач очних стакала, сочива, наочара и оптичких инструмената.

Обично оптичар ради у оптичарској радњи или „оптици“ где мења стакла на наочарама или оптичка сочива прилагођава оквиру наочара. Поред тога поправља наочаре које су оштећене.
У индустрији оптичар је мајстор који ради на изради оптичких инструмената или брушењу стакла или обради оптичких стакала или оптичких сочива.